# Матюшкино (Псковська область)
Матюшкино (рос. Матюшкино) — присілок в Опочецькому районі Псковської області Російської Федерації.
Населення становить 116 осіб. Входить до складу муніципального утворення Варигинська волость.

## Історія
Від 2015 року входить до складу муніципального утворення Варигинська волость.

## Населення
| 2001 | 2002 | 2010 | 2014 | 2015 | 2016 |
| ---- | ---- | ---- | ---- | ---- | ---- |
| 164  | ↘143 | ↘136 | ↘135 | ↘131 | ↘116 |